# Maison de l'Orient et de la Méditerranée
Ne doit pas être confondu avec l’institution de l’OLP, la Maison d'Orient.
La Maison de l'Orient et de la Méditerranée Jean-Pouilloux (ou MOM) est une fédération de recherche (FR 3747) située à Lyon et ayant pour champ d'étude le bassin méditerranéen et le Proche-Orient, des débuts de l'humanité à nos jours. Elle est dédiée à son fondateur, l'historien de l'Antiquité classique Jean Pouilloux.
Elle est dirigée actuellement par Sabine Fourrier, directrice de recherche au CNRS.

## Histoire
Elle a été créée en 1975 sous le nom de Maison de l’Orient méditerranéen ancien.

## Description
Son activité se caractérise par un travail largement pluridisciplinaire. Elle emploie 350 personnes : des archéologues, des épigraphistes, des historiens, assistés de physiciens, de chimistes et de géologues. Des géographes et des architectes collaborent également. Elle est constituée en fédération de recherche regroupant quatre unités mixtes de recherche (UMR) du CNRS. Cette fédération est statutairement associée à l'université Lumière-Lyon-II. 

### Laboratoires
- ArAr : Archéologie et Archéométrie (UMR 5138 du CNRS) ;
- Archéorient : environnements et sociétés de l'Orient ancien (UMR 5133 du CNRS) ;
- Frontiere-s : laboratoire junior (2019) ;
- HISOMA : Histoire et sources des mondes antiques (UMR 5189 du CNRS) ;
- IRAA : institut de recherches sur l'architecture antique (UMR 6222 du CNRS).